# Golf Château de Preisch

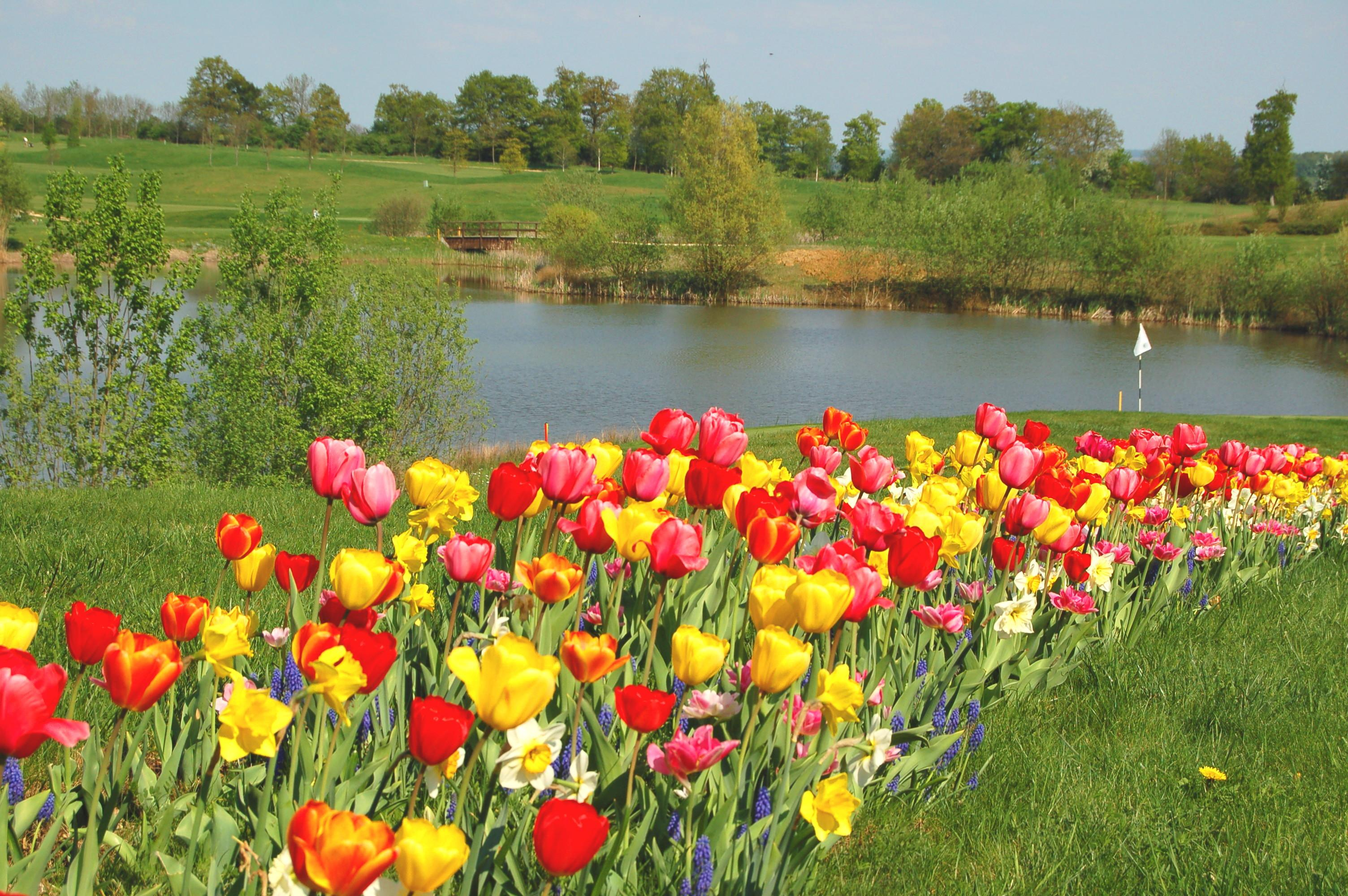

De Golf Château de Preisch is een golfclub in Basse-Rentgen, in Lotharingen, Frankrijk.

## Het domein
Deze club ligt in Frankrijk vlak bij de grens van Duitsland en Luxemburg. Het oude kasteel van Preisch werd gebouwd om Rodemack te verdedigen. Het werd rond 1680 verwoest. Het huidige U-vormige kasteel werd door Conrad de Soetern en Marguerite de Merode gebouwd. Tegenover het kasteel ligt een boerderij met bijgebouwen uit de laat 17de en 18de eeuw. In 1986 werd het kasteel met de bijgebouwen op de monumentenlijst geplaatst.
Het hele domein van 170 hectare (waarvan 7 hectare water) is ommuurd. Er is een Engelse tuin, aangelegd door Jacques Milleret, en een moestuin. Er lopen Hampshire schapen rond.
In 1855 werd Charles-Joseph de Gargan (1831-1920) eigenaar van het landgoed. Hij reisde veel en kocht overal kunstschatten om zijn kasteel in te richten. Tijdens de Tweede Wereldoorlog werd veel door de bezetters vernield. Na de oorlog nam zijn kleindochter Madeleine (1928-2000) de restauratie ter hand. Haar dochter Dominique Charpentier houdt nu de collectie in stand.
Naast het kasteel staat een kapel uit 1773. De klok is uit 1654. Charles de Gargan liet in 1862 de kapel restaureren en in barokstijl uitbreiden.

## De golfclub
De club heeft drie 9-holes golfbanen met de namen Allemagne, France en Luxembourg, en is de enige 27 holesbaan in de regio. Er is ook een 6-holes par-3 baan. De club heeft ruim 1200 leden. De baan werd door de Amerikaanse golfbaanarchitect William Amick ontworpen en in 1997 geopend. Het golfterrein is 107 hectare, waarvan 52 hectare bossen is en 7 hectare vijvers. De muur om het landgoed dateert uit de tijd van Napoleon. Het clubhuis ligt in de buurt van het kasteel en op het hoogste punt van het landgoed, waar het terras ruim uitzicht biedt op het landschap van Lotharingen.